# Chiloscyphus gemmiparus
Chiloscyphus gemmiparus là một loài Rêu trong họ Lophocoleaceae. Loài này được A. Evans mô tả khoa học đầu tiên năm 1938.